# 鲁夫尔莱布瓦
鲁夫尔莱布瓦（法語：Rouvres-les-Bois，法語發音：[ʁuvʁ le bwa]）是法国安德尔省的一个市镇，位于该省北部，属于沙托鲁区。

## 地理
鲁夫尔莱布瓦（47°4'19"N, 1°39'20"E）面积30.85 平方千米，位于法国中央-卢瓦尔河谷大区安德尔省，该省份为法国中部省份，北起卢瓦-谢尔省，西北接安德尔-卢瓦尔省，西南接维埃纳省，南至克勒兹省和上维埃纳省，东临谢尔省。
与鲁夫尔莱布瓦接壤的市镇（或旧市镇、城区）包括：艾兹、博德尔、布日堡、比克瑟伊、丰特奈、吉利、普莱讷、纳翁河畔维克。
鲁夫尔莱布瓦的时区为UTC+01:00、UTC+02:00（夏令时）。

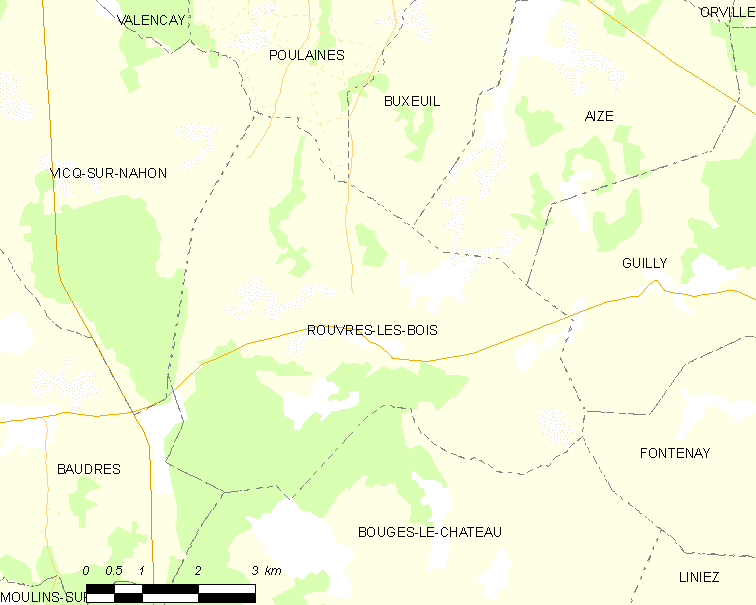
鲁夫尔莱布瓦的OSM定位图

## 行政
鲁夫尔莱布瓦的邮政编码为36110，INSEE市镇编码为36175。

## 政治
鲁夫尔莱布瓦所属的省级选区为勒夫鲁县。

## 人口

1962-2008年间鲁夫尔莱布瓦人口变化图示

鲁夫尔莱布瓦于2022年1月1日时的人口数量为278人。